# منتخب بنين لكرة القدم للسيدات
منتخب بنين الوطني لكرة القدم للسيدات (بالفرنسية: Équipe du Bénin féminine de football)‏ هو ممثل بنين الرسمي في المنافسات الدولية في كرة القدم للسيدات، يديريه اتحاد بنين لكرة القدم.